# Toxobotys boveyi
Toxobotys boveyi är en fjärilsart som beskrevs av Hans Bänziger 1987. Toxobotys boveyi ingår i släktet Toxobotys och familjen Crambidae. Inga underarter finns listade i Catalogue of Life.